# 109 Herculis
109 Herculis (109 Her / HD 169414 / HR 6895) es una estrella de magnitud aparente +3,84 que se encuentra en la constelación de Hércules.
Pese a no tener denominación de Bayer, es la duodécima estrella más brillante en la constelación.
Era una de las estrellas más brillantes de la desaparecida constelación de Tigris, que hacía alusión al río de Mesopotamia.
Situada a 128 años luz de distancia del sistema solar, 109 Herculis es una de las numerosas gigantes naranjas visibles en el cielo nocturno.
De tipo espectral K2III, su temperatura efectiva es de 4585 K.
A partir de su diámetro angular corregido por el oscurecimiento de limbo, 3,03 milisegundos de arco, se puede evaluar su radio, siendo éste 12,8 veces más grande que el diámetro solar.
Dicho tamaño es comparable al de otras conocidas gigantes como Pólux (β Geminorum) o Menkent (θ Centauri).
Gira sobre sí misma con una velocidad de rotación proyectada —límite inferior de la misma— de 3,5 km/s.
109 Herculis tiene un contenido metálico inferior al solar, siendo su índice de metalicidad [Fe/H] = -0,16.
Su cinemática sugiere que es una estrella del disco grueso; su órbita alrededor del centro galáctico la lleva a alejarse más de 1000 pársecs respecto al plano de la galaxia.